# Mofa

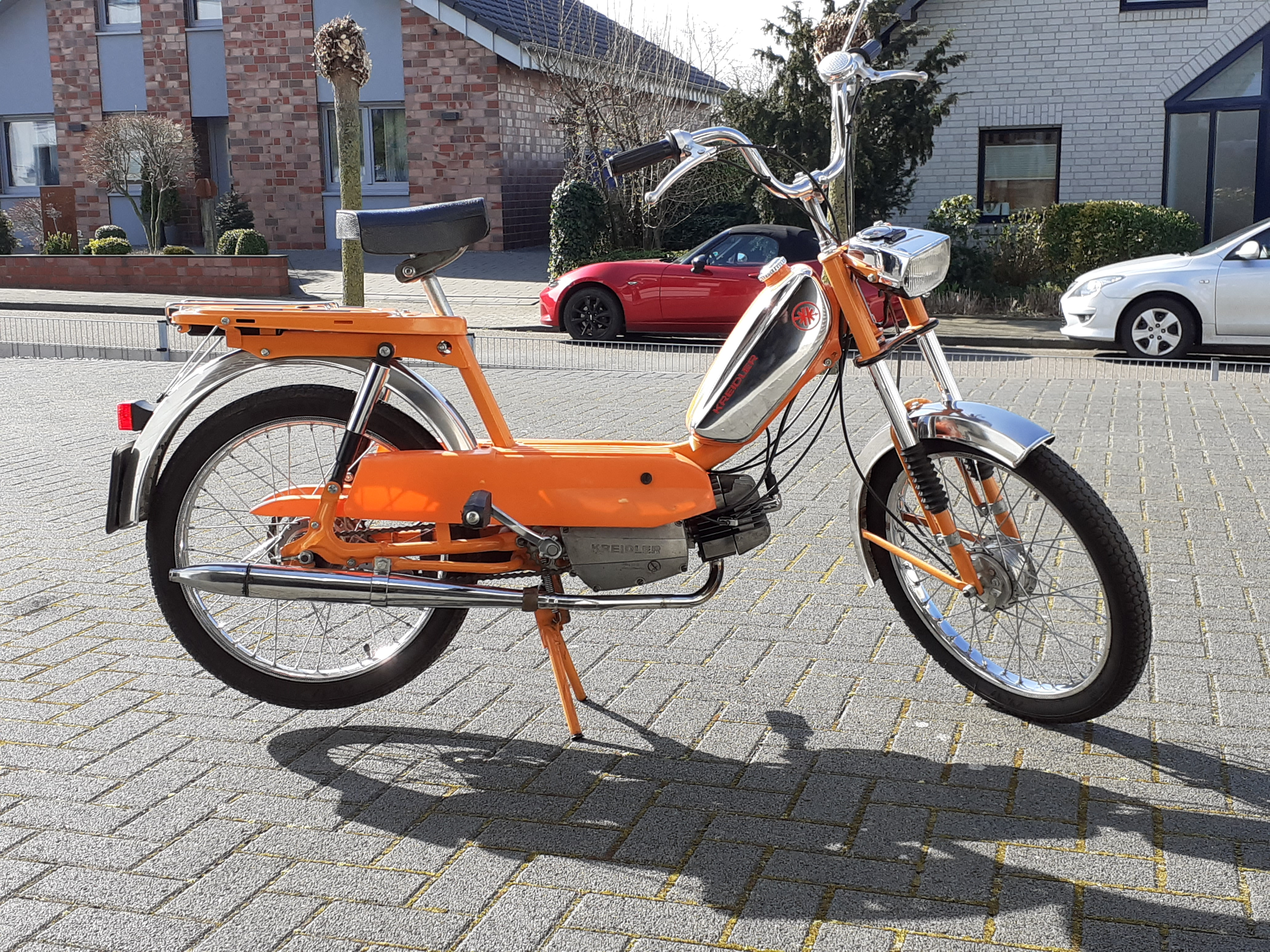
Kreidler MF 2 CL (1972–1979)

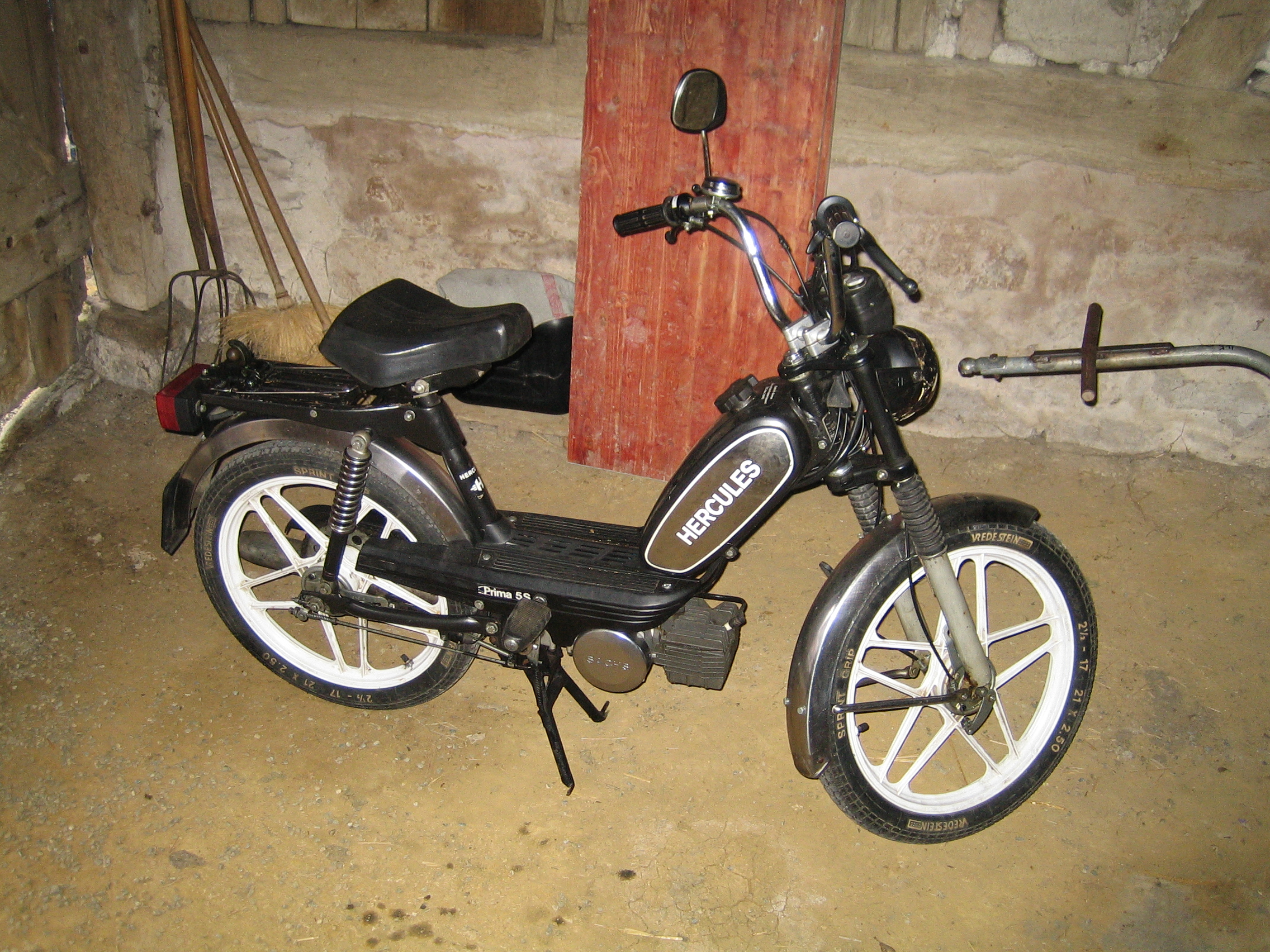
Hercules Prima 5S

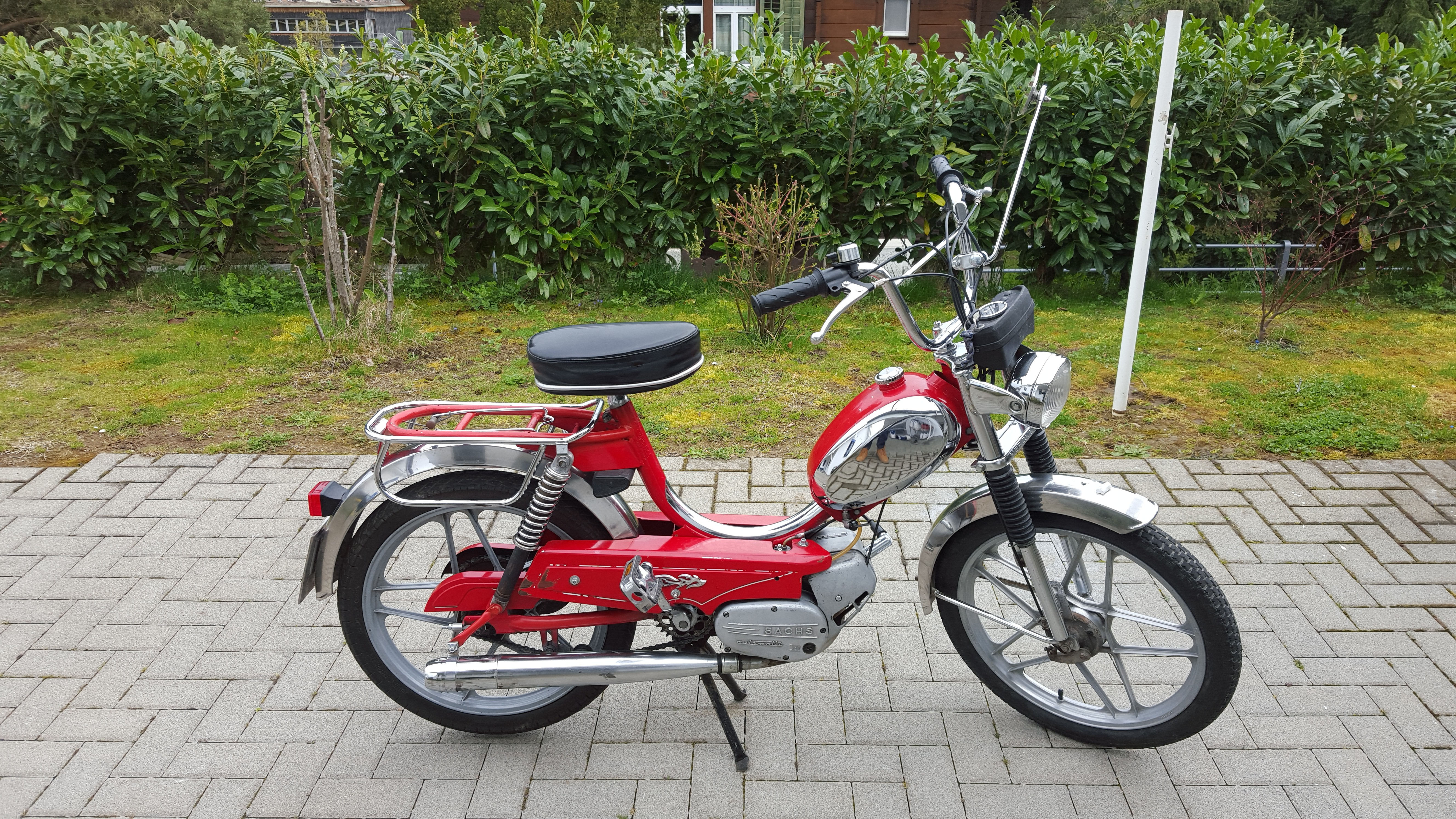
Sachs Hercules 503

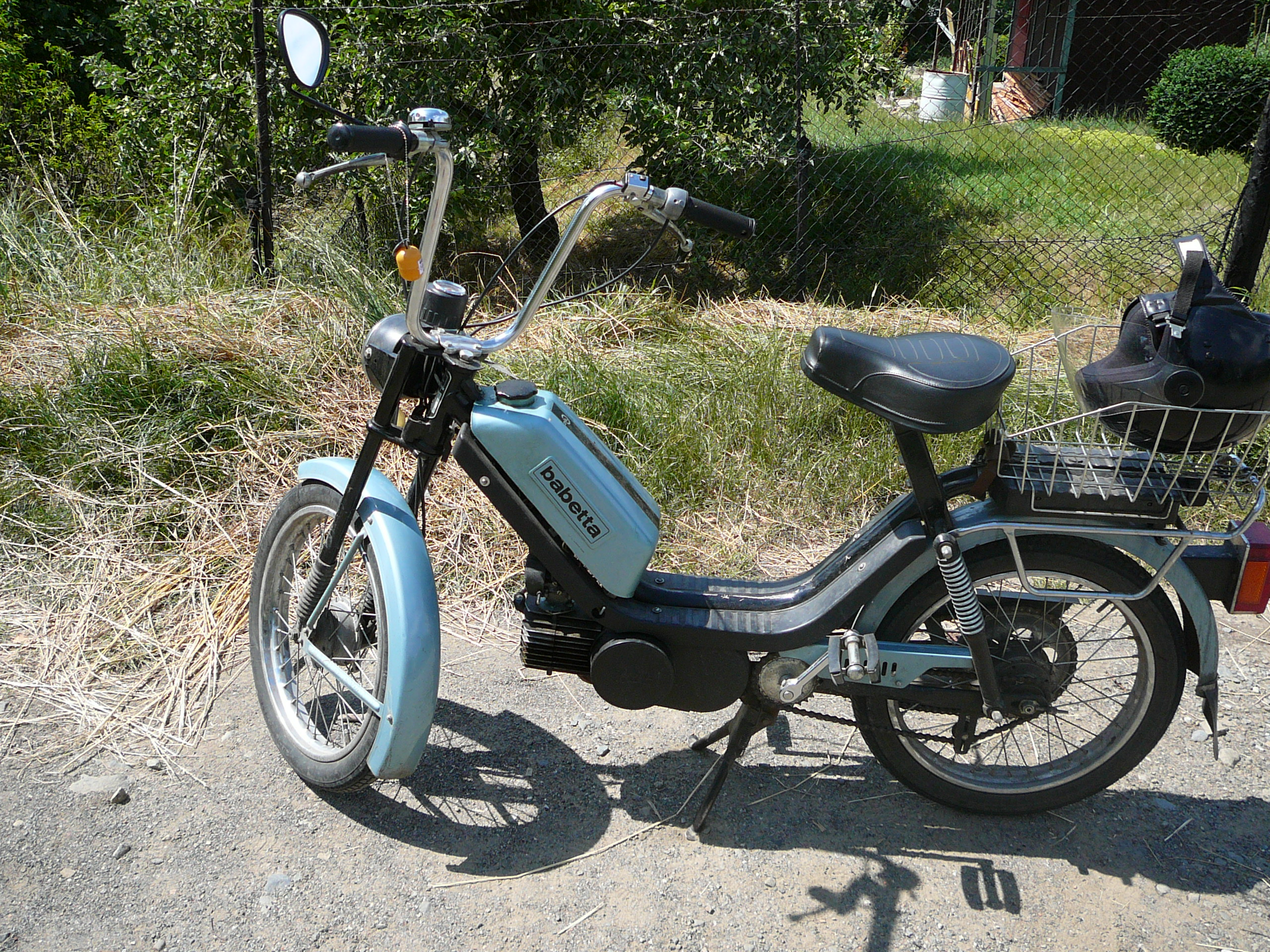
Die Babetta 210

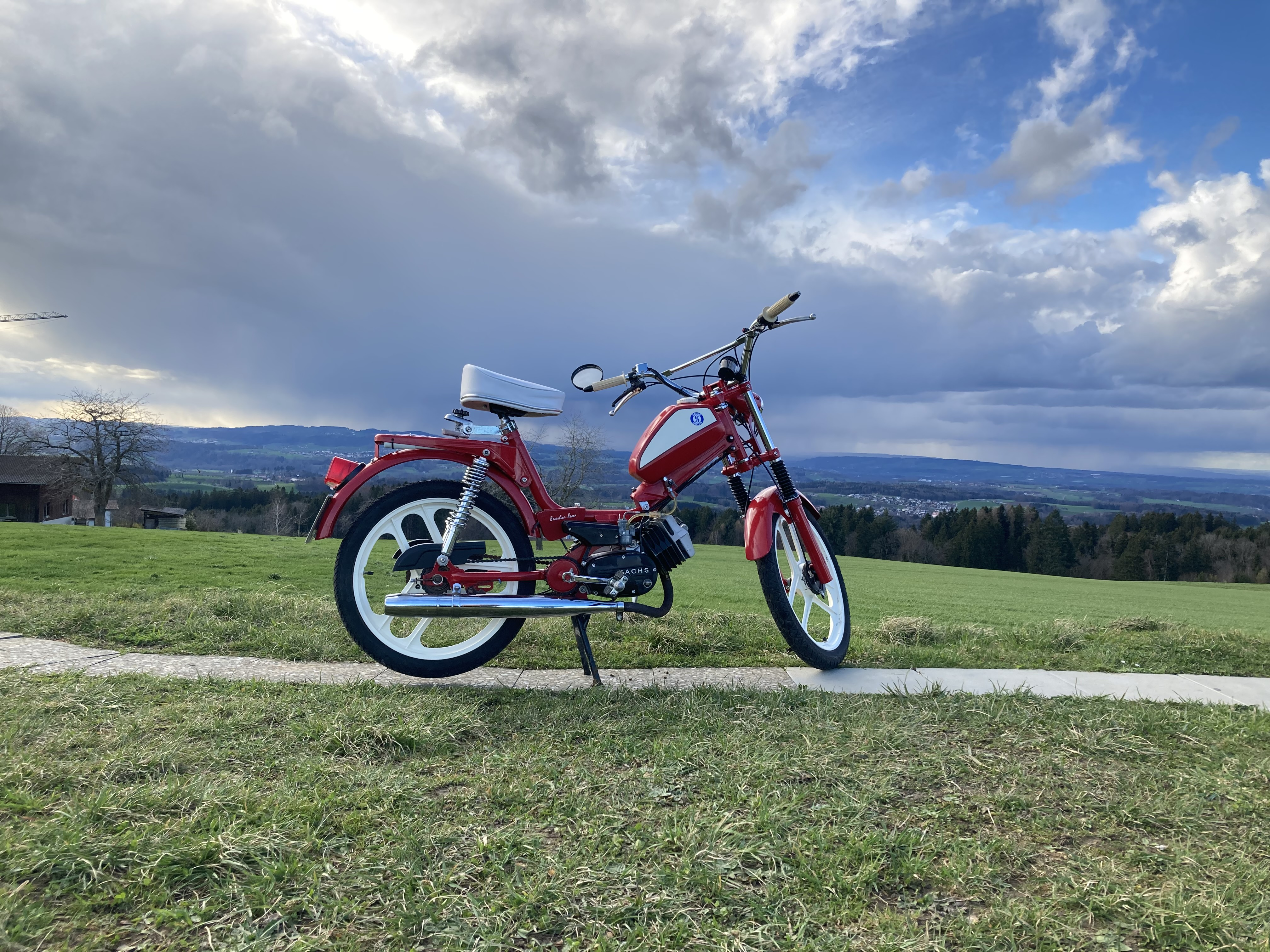
Pony 503 GTX KAT

Das Silbenwort Mofa ist abgeleitet von Motor-Fahrrad bzw. Motorisiertes Fahrrad. Umgangssprachlich werden sie in der Deutschschweiz als Töffli bezeichnet. Während in Deutschland Mofas weitgehend durch (gedrosselte) Motorroller verdrängt wurden, sind sie in der Schweiz weit verbreitet, vor allem weil sie schon ab dem Mindestalter von 14 Jahren gefahren werden dürfen.

## Geschichte
Als Motorfahrrad wurden die ersten Motorräder bezeichnet. 1929 wurden im Rahmen der Weltwirtschaftskrise Fahrräder mit Anbaumotoren entwickelt, die nach dem Zweiten Weltkrieg als Fahrrad mit Hilfsmotor bezeichnet wurden. Das daraus entstandene und mit Pedalen ausgestattete schnellere Moped erfuhr später durch das langsamere Mofa seine technische und rechtliche Ergänzung.

### Schweiz
1961 wurde in der Schweiz die rechtliche Grundlage eines Fahrrads mit Motor geschaffen, der erste Hersteller auf dem lokalen Markt war Pony Motos. Weit verbreitet waren die Fabrikate Piaggio Ciao sowie Puch Maxi. Mofas waren in der Arbeiterschicht und in der Landwirtschaft verbreitet und waren Bestandteil der Jugendkultur (Töfflibuebe und Töfflimeitli). Mit zunehmendem Wohlstand sowie der Einführung der Helmpflicht und der neuen Kategorie der Motorroller sank der Absatz der Töffli.

### Deutschland

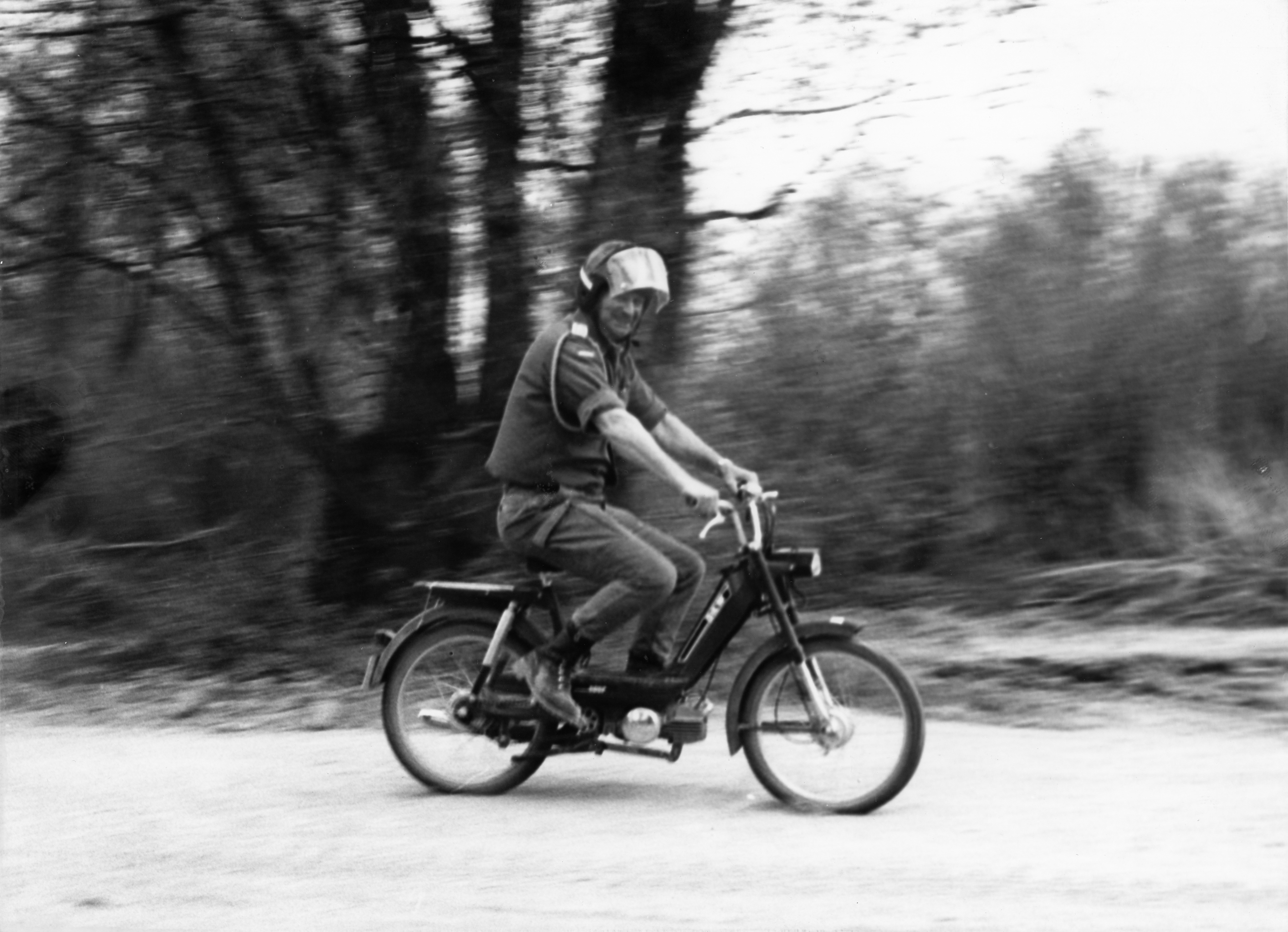
DKW-Mofa P1-505 P (Bundeswehr Ausführung, „Krad, leicht“)

In der Bundesrepublik Deutschland wurde am 23. April 1965 die Rechtsgrundlage für eine Fahrzeugklasse unterhalb des Mopeds, das führerscheinfreie Mofa, geschaffen. Mofas, vom Moped mit Pedalen abgeleitet, waren nach der ersten Verordnung einspurige, einsitzige Fahrräder mit Hilfsmotor mit einer Höchstgeschwindigkeit von nicht mehr als 25 km/h und einer Drehzahl von maximal 4.800 min−1. Das eigenständige, markante Design der klassischen Mofas löste in Verbindung mit der Führerscheinfreiheit einen Mofa-Trend aus, der bis in die 1980er Jahre reichte. Auf dem Höhepunkt der Entwicklung wurden in Deutschland von 25 Herstellern weit über 140 verschiedene Modelle angeboten. Ein Teil der Beliebtheit ergab sich daraus, dass
Leistungssteigerungen der damaligen Mofas relativ einfach zu bewerkstelligen waren, da z. B. Zylinder, Auspuffanlage, Vergaser und Kolben von Mokicks und sogar Kleinkrafträdern mit nur minimalen Anpassungen auf den Mofamotor passten. Damit waren Leistungen bis zu 9 PS mit Geschwindigkeiten über 80 km/h erreichbar. Diese Art von Tuning war allerdings schon damals verboten, da sich daraus Probleme mit Versicherung und Führerschein ergaben (Fahren ohne Führerschein und ohne Versicherungsschutz). Die Polizei führte deshalb verstärkt technische Kontrollen durch.
Mit der Babetta erfreute sich auch ein Import-Mofa aus der Tschechoslowakei großer Beliebtheit. Ausführungen mit Elektromotor (Solo Electra) konnten sich nicht durchsetzen. Nach 1985 flaute der Mofa-Trend ab und die Anzahl der produzierten Fahrzeuge verringerte sich. Verblieben ist eine Retroszene, die das schlichte Design der klassischen Mofas schätzt. In der DDR wurde kurzzeitig ebenfalls ein klassisches Mofa-Baumuster produziert, das SL 1. Rechtlich gab es die Mofa-Kategorie in der DDR jedoch nicht, das SL1 wurde regulär als führerscheinpflichtiges Fahrrad mit Hilfsmotor eingestuft, der Verkaufserfolg blieb daher aus.
Das Mofa als Fahrzeugklasse blieb auch nach Ende des Mofa-Trends relevant – von herkömmlichen Kleinkrafträdern wurden auf 25 km/h gedrosselte, einsitzige Fahrzeuge abgeleitet. Mit dem endgültigen Wegfall der Drehzahlbegrenzung und Tretkurbelpflicht durch die EG-Richtlinie 2002/24/EG vom 18. März 2002
setzten sich gedrosselte Ausführungen moderner Kleinroller mit Keilriemen-Getriebe, Elektrostarter und einer Fliehkraftkupplung durch und verdrängten die letzten klassischen Mofas vom Markt. Einige Fahrzeuge ohne Tretkurbeln wurden bereits vor 2002 per Ausnahmegenehmigungen als Mofa zugelassen, zum Beispiel der Scooter Simson Star 25 oder das Simson S53 Alpha M. Mofas füllen heute noch eine Marktnische, da Führerscheinfreiheit besteht und das Mindestalter zum Fahren bei nur 15 Jahren liegt.
1987/93 wurde in Deutschland die Klasse der Leichtmofas etabliert – für fahrradähnliche Mofas mit einem Leergewicht von bis zu 30 kg und einer Höchstgeschwindigkeit von 20 km/h. Die Klasse existiert zwar noch im rechtlichen Sinn, derzeit gibt es in Deutschland jedoch keine Anbieter solcher Fahrzeuge.

## Rechtliches
Mofas werden nach der EG-Fahrzeugklasse als Kleinkraftrad eingeordnet.

### Deutschland
Ein Mofa ist in Deutschland – auch ohne Tretkurbeln – ein einspuriges Fahrrad mit Hilfsmotor, mit dem eine bauartbedingte Höchstgeschwindigkeit von nicht mehr als 25 km/h erreicht wird und für das man daher keine Fahrerlaubnis benötigt. Voraussetzung zum Führen eines Mofas ist ein Mindestalter von 15 Jahren und nach § 5 FeV eine Mofa-Prüfbescheinigung. Wer eine hier gültige Fahrerlaubnis (egal welcher Klasse) hat oder vor dem 1. April 1965 geboren ist, benötigt keine Prüfbescheinigung. Zum Betrieb auf öffentlichen Straßen benötigt das Fahrzeug zudem ein so genanntes Versicherungskennzeichen und eine Betriebserlaubnis.
- Pedelec bis 25 km/h gelten als Fahrrad.
- E-Bike bis 20 km/h gelten laut StVRAusnV als Leichtmofa, für diese entfällt die Helmpflicht.
- E-Bike bis 25 km/h gelten als Mofa.
- S-Pedelec und E-Bike bis 45 km/h brauchen Führerschein Klasse AM und dürfen niemals auf Fußwege oder Radwege.
- Elektrokleinstfahrzeuge sind weder Fahrrad noch Mofa noch E-Bike.

Die Helmtragepflicht gilt für Mofafahrer seit dem 1. Oktober 1985.
Seit 19. Januar 2013 dürfen Mofas mehrsitzig sein, bis dahin war eine Platzhalter-Tasche bei zweisitzigen Mofa-Rollern verpflichtend.
Nachfolgend alle Verkehrszeichen in der Bundesrepublik Deutschland, die sich explizit auf Mofas und E-Bikes beziehen, wobei hier E-Bike definiert ist als „Einsitzige zweirädrige Kleinkrafträder mit elektrischem Antrieb“, „der sich bei einer Geschwindigkeit von mehr als 25 km/h selbsttätig abschaltet“ (bis 27. April 2020, seitdem:) „der auf eine bauartbedingte Geschwindigkeit von nicht mehr als 25 km/h selbsttätig abregelt“

Zusatzzeichen 1010-63 Mofas (vor 2017 ZZ1046-11)
Zusatzzeichen 1010-65 E-Bikes (seit 2017)
Zusatzzeichen 1022-11 Mofas frei (seit 1992)
Zusatzzeichen 1026-31 Mofas frei (bis 1997)
Zusatzzeichen 1022-13 E-Bikes frei (seit 2017)
Zusatzzeichen 1022-14 Radverkehr und Mofas frei (seit 2017)
Zusatzzeichen 1022-15 E-Bikes und Mofas frei (seit 2017)
Zusatzzeichen 1022-12 Krafträder auch mit Beiwagen, Kleinkrafträder und Mofas frei (seit 1992)
Zusatzzeichen 1012-33 keine Mofas (bis 2017)
Zusatzzeichen 1060-11 auch Fahrräder und Mofas
Zusatzzeichen 1046-12 nur Krafträder, auch mit Beiwagen, Kleinkrafträder und Mofas (bis 2017)
Zeichen 257-50 Verbot für Mofas (vor 2017 Zeichen 256)
Zeichen 260 Verbot für Kraftfahrzeuge (seit 2017), Verbot für Krafträder und sonstige mehrspurige Kraftfahrzeuge (1992–2017)

### Schweiz
In der Schweiz gilt das Mofa als Motorfahrrad. Ein Mofa ist gemäß Art. 18 Abs. a VTS ein einplätziges Fahrzeug mit einer bauartbedingten Höchstgeschwindigkeit von 30 km/h, höchstens 1 kW Motorleistung sowie einem Verbrennungsmotor mit einem Hubraum von höchstens 50 cm³. Nach Art. 179 VTS muss das Mofa eine automatische Kupplung, verbunden mit einem Einganggetriebe aufweisen und muss durch Pedale fortbewegt (Tretkurbelpflicht) werden können. Elektrofahrräder mit Tretunterstützung von bis zu 45 km/h gelten ebenfalls als Motorfahrräder, deren Bestimmungen weichen aber denen von Mofas mit Verbrennungsmotoren ab (bei einer Leistung bis 500 Watt, Tretunterstützung bis 25 km/h und bauartbedingter Höchstgeschwindigkeit bis 20 km/h ist ab einem Alter von 16 Jahren kein Prüfausweis nötig).
Für den Betrieb eines Motorfahrrads ist ein Führerausweis der Kategorie M zwingend, das Mindestalter für den Erwerb ist 14 Jahre. Ausweisinhaber anderer Kategorien dürfen Motorfahrräder fahren. Bis 1977 war kein Führerausweis notwendig. Als Übergangsbestimmung wurde definiert, dass Personen, die vor dem 30. Juni 1963 geboren worden sind und keinen Führerschein besaßen, zwischen dem 1. Juli 1977 und dem 1. Januar 1980 den Führerausweis der Kategorie M prüfungsfrei erhalten konnten (Art. 151 VZV).

## Gegenwärtige Bauarten
Die Pedale klassischer Mofas dienen zum Starten des Motors, zum Bremsen und als Trittfläche für die Füße. Einige wenige Hersteller, wie beispielsweise Pony, produzieren noch heute klassische Mofas. Der Hersteller Tomos stellte die Produktion klassischer Mofas in Koper (Slowenien) 2019 wegen eines Konkursverfahrens ein. In der Schweiz haben solche Modelle auf Grund Art. 179 VTS und der Führerausweis-Kategorie M vor allem für 14- und 15-jährige Verkehrsteilnehmer nach wie vor einen relevanten Marktanteil.

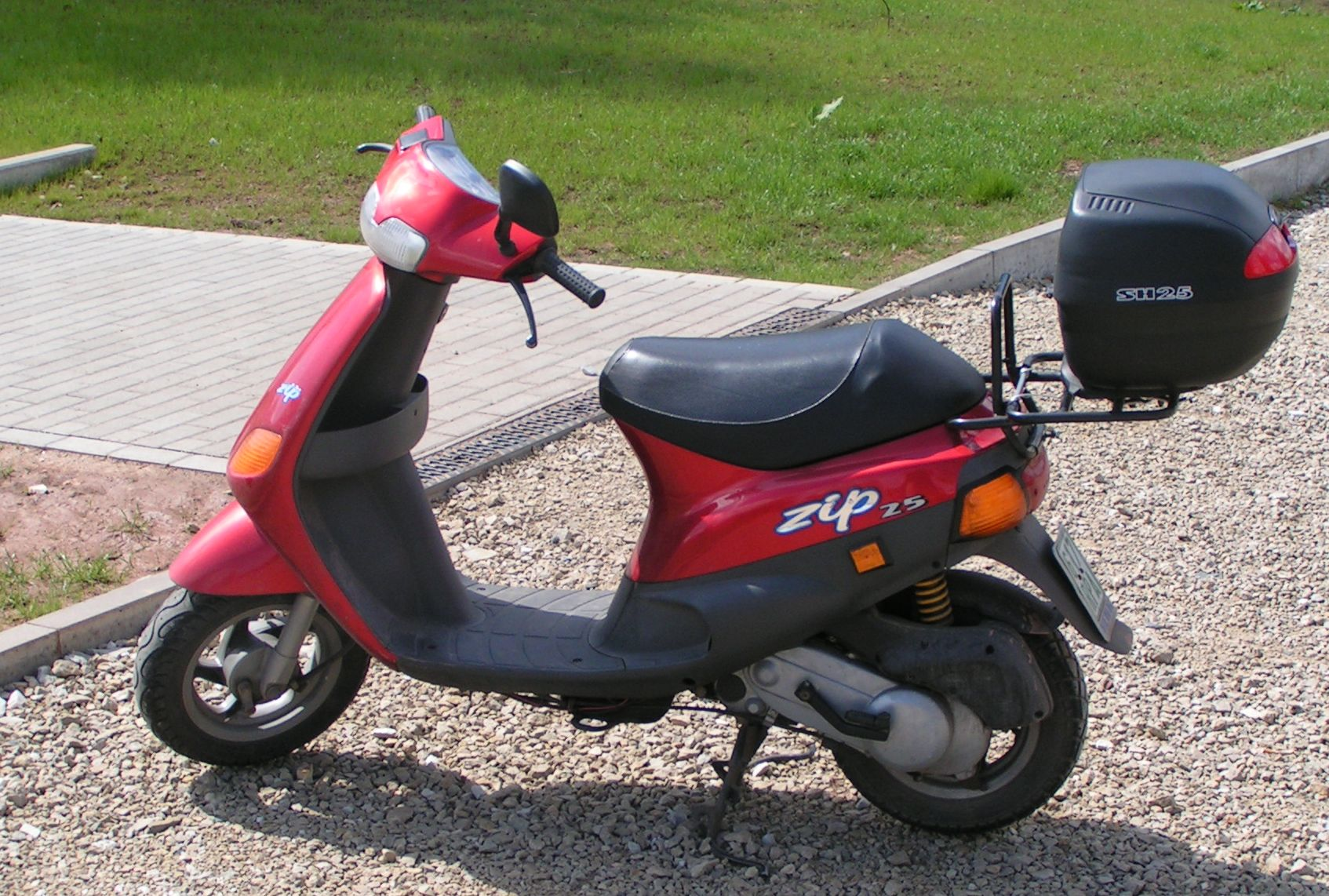
Piaggio Zip Scooter 25, ein Motorroller als typisches Mofa von heute (Deutschland)

In Deutschland spielen klassische Mofas eine untergeordnete Rolle. Dort entsprechen sie in Konstruktion und Erscheinungsbild weitgehend dem Motorroller, sie sind jedoch einsitzig ausgeführt, und ihre bauartbedingte Höchstgeschwindigkeit ist durch Drehzahlbegrenzung (Motor) und/oder Begrenzung des Übersetzungsverhältnisses (Getriebe) auf 25 km/h begrenzt. Nahezu alle Hersteller von Motorrollern bieten ihre Fahrzeuge auch in einer Mofa-Variante an.

## Umweltverschmutzung
Laut einer Untersuchung eines internationalen Forscherteams, die 2014 veröffentlicht wurde, stoßen Motorroller und Mopeds mit Zweitaktmotor sowohl im Leerlauf als auch bei der Fahrt wesentlich mehr organische Aerosole aus als andere Kraftfahrzeuge. Bei den Kohlenwasserstoffen waren die Werte 124 Mal, bei Aerosolen bis zu 771 Mal höher. Nach dieser Studie sind solche Fahrzeuge für einen Großteil der schädlichen Abgase verantwortlich, obwohl sie nur einen geringen Teil der Verkehrsmittel auf den Straßen ausmachen. Die Ergebnisse zeigen, dass Motorroller mit Zweitaktmotoren „asymmetrische Luftverschmutzer“ sind, die im „Extremfall für bis zu 96 Prozent der organischen Abgase in den Straßen verantwortlich“ sind. Bereits das Warten hinter einem zweitaktgetriebenen Motorroller an einer Ampel kann „hochgradig gesundheitsschädlich“ sein.